# BanG Dream! Girls Band Party!
BanG Dream! Girls Band Party!, (hay còn có tên gọi khác là Garupa hay Bandori) là trò chơi âm nhạc nhịp điệu trực tuyến trên Mobile được phát triển bởi Craft Egg và phát hành bởi Bushiroad trên nền tảng Android và iOS. Nó là một phần của dự án BanG Dream! của Bushiroad, tựa game được phát hành lần đầu tại Nhật Bản vào tháng 3 năm 2017, và sau đó được phát hành vào tháng 3 năm 2018 trên toàn cầu. Tựa game cũng được phát hành một số phiên bản dành cho một số khu vực như phiên bản phát hành bởi Mobimon Inc tại Hồng Kông, Macao, Đài Loan vào tháng 10 năm 2017, phát hành bởi Kakao Games tại Hàn Quốc vào tháng 2 năm 2018 và tại Trung Quốc phát hành vào tháng 5 năm 2019 bởi bilibili. Phiên bản trên hệ máy Nintendo Switch được phát hành vào tháng 9 năm 2021, tuy nhiên phiên bản này hiện chỉ phân phối tại Nhật Bản có trả phí thay vì miễn phí như phiên bản trên Android và iOS.
BanG Dream! đã đạt được thành công ở Nhật Bản và trên toàn thế giới, và được ghi nhận là đã giúp nhượng quyền thương mại phát triển phổ biến. Một loạt phim hoạt anime ngắn dựa trên trò chơi có tựa đề BanG Dream! Girls Band Party! Pico bắt đầu phát sóng vào năm 2018.

## Cốt truyện
Bối cảnh của trò chơi chủ yếu tuân theo vũ trụ của BanG Dream! sau mùa đầu tiên của anime. Girls Band Party! bao gồm câu chuyện chính, câu chuyện ban nhạc và câu chuyện sự kiện, mỗi câu chuyện được chia thành các phần.
Trong phần đầu tiên của câu chuyện chính, nhân vật người chơi là một nhân viên tự đặt tên tại Live House CiRCLE, người được đồng nhân viên Marina Tsukishima giao nhiệm vụ tuyển dụng các nhóm cho sự kiện Girls Band Party. Poppin'Party, ban nhạc chính của nhượng quyền thương mại, hỗ trợ người chơi trong việc khám phá và để ý của họ, trong đó họ gia nhập với các nhóm Roselia, Afterglow, Pastel*Palettes và Hello, Happy World! . Mùa thứ hai tập trung vào kế hoạch tổ chức Bữa tiệc ban nhạc nữ lần thứ hai của CiRCLE.
Các câu chuyện về ban nhạc tập trung riêng vào các ban nhạc. Poppin'Party có bốn câu chuyện như vậy: câu chuyện đầu tiên, "Poppin'Party được sinh ra!", Là câu chuyện kể lại sự hình thành của họ từ mùa đầu tiên của anime; thứ hai, "Colorful, Poppin 'Candy", kể chi tiết những nỗ lực của ban nhạc để cứu lấy lễ hội trung tâm thành phố; "Double Rainbow" xoay quanh một cuộc tranh cãi giữa năm người khi nghệ sĩ keyboard Ichigaya Arisa thấy mình bị dồn ép bởi việc học và cam kết với ban nhạc; "Live Beyond !!" tập trung vào sự tham gia của ban nhạc trong Lễ hội Rocking Star và mong muốn truyền bá âm nhạc của họ. Hai câu chuyện về ban nhạc đầu tiên của Afterglow là "Afterglow, The Same As Always" và "Tied to the Skies" theo sau sự phát triển của giọng ca Mitake Ran, bao gồm cả việc nổi loạn chống lại người cha không đồng tình của cô trước đây và mối quan hệ của cô với các bạn cùng nhóm khi cô phát triển như một người trong phần thứ hai, trong khi phần thứ ba "One of Us" kể về những nỗ lực của ban nhạc để chơi trong một sự kiện âm nhạc. Buổi biểu diễn ra mắt thảm họa của Pastel Palettes và nỗ lực lấy lại danh tiếng của họ được đề cập trong "Pastel Palettes, The Beginning", trong khi "Luminous Once More" thảo luận về ước mơ và mục tiêu của các thành viên và "Title Idol" giới thiệu một nhóm thần tượng chị em. Quá trình thành lập của Roselia được kể chi tiết trong câu chuyện ban nhạc đầu tiên của họ "Bloom of the Blue Rose", "Neo-Aspect" kể về nỗ lực của họ để tìm lại niềm tự hào sau khi thất bại, và ban nhạc suy nghĩ về tương lai của mình trong "Sprechchor" . Hai câu chuyện ban nhạc đầu tiên của Hello, Happy World! "Smiles To The World! Hello, Happy Union!" và "I Need You!" tập trung vào kế hoạch của họ để cổ vũ một người bạn của ban nhạc bị thương và khôi phục lại một công viên giải trí cũ, và câu chuyện ban nhạc thứ ba "Smile Connection!" kể về chuyến đi của họ đến một đất nước xa lạ. Câu chuyện ban nhạc đầu tiên cho Morfonica và Raise A Suilen thảo luận về sự hình thành của họ, câu chuyện của Raise A Suilen là phần kể lại của BanG Dream! Mùa thứ 3 . Câu chuyện ban nhạc thứ hai của Morfonica, "Fly with the night", liên quan đến tương lai của nghệ sĩ vĩ cầm Yashio Rui với ban nhạc, trong khi "Coruscate -DNA-" của RAS xoay quanh thủ lĩnh ban nhạc Tamade Chiyu và gia đình của cô.
Các sự kiện, trong đó những người chơi sẽ cạnh tranh với nhau để có tổng điểm cao nhất trên bảng xếp hạng trong sự kiện ở một thời gian nhất định, được bổ sung bởi các câu chuyện. Ví dụ về các câu chuyện sự kiện bao gồm "Sakura Blooming Party!", nơi các học sinh năm nhất tập hợp để tham gia một bữa tiệc ngắm hoa anh đào và "A Song Unnishing", trong đó ca sĩ của Roselia là Minato Yukina phải đấu tranh tư tưởng để biểu diễn một bài hát mà cha cô đã viết.

## Lối chơi

Giao diện game ở chế độ Multi Live. Thanh trên cùng bên trái hiện điểm tích lũy của nhóm nhiều người chơi, trong khi kích hoạt kỹ năng được biểu thị bằng các đoạn Cut-In của nhân vật tương ứng.

BanG Dream! là trò chơi có lối chơi bao gồm thao tác các nốt khi chúng trượt về phía dưới theo nhịp điệu của một bài hát đã chọn; các nốt đó tồn tại dưới dạng các lần nhấn (Tap), các nốt kéo mà người chơi phải giữ (Hold) hoặc giữ và trượt theo đường chỉ định đến nốt cuối (Slide), các nốt vuốt lên (Flick) và các nốt màu vàng đặc biệt (Skill Notes) kích hoạt các kỹ năng của nhân vật và các dòng (Lines) giữa màn chơi. Người chơi được cấp 1.000 máu để hoàn thành một bài hát, nhưng người chơi có thể điều chỉnh tốc độ nốt, mức độ khó và kích thước nốt nhạc theo ý thích của họ. Thay cho một hệ thống tiêu hao năng lượng phổ biến trong hầu hết các trò chơi miễn phí, Girls Band Party! sử dụng tính năng Live Boost để tăng phần thưởng khi hoàn thành bài hát và người chơi có thể tiếp tục chơi ngay cả khi phần thưởng không còn giá trị.
Các bài hát thường có độ dài trung bình khoảng 1 phút, mặc dù các bản nhạc có thời lượng đầy đủ cho một số bản nhạc vẫn có sẵn (FULL). Vào năm 2019, trò chơi đã giới thiệu tính năng MV thay thế nền trong trò chơi bằng các clip từ anime như phần mở đầu và các màn trình diễn, trong bản cập nhật sắp tới thì sẽ bổ sung thêm tính năng 3D Live với các màn trình diễn thể hiện 3D (tương tự như 3DMV trong tựa game Project Sekai! của SEGA). Một số bài hát được tạo ra bởi các ban nhạc chiến thắng trong cuộc Tổng tuyển cử của trò chơi, một loạt các cuộc thi bình chọn dựa trên một chủ đề nhất định. Ví dụ, cuộc bầu cử thứ hai trộn lẫn các thành viên của ban nhạc để thành lập các đơn vị khác nhau; nhóm chiến thắng (High School Part Time Workers) đã tạo ra bài hát "You're Not Alone", bài hát này sẽ được sử dụng làm bài hát chèn trong mùa thứ hai của anime.
Bên cạnh các bài hát gốc, các bản cover của các bài hát nổi tiếng của bảy ban nhạc cũng có thể chơi được. Việc bổ sung các bài hát cover được lấy cảm hứng từ sự đón nhận tích cực của chúng trong những buổi hòa nhạc trực tiếp đầu tiên của BanG Dream!, nhà sáng tạo thương hiệu Kidani Takaaki so sánh chúng đến việc sử dụng các loạt phim chính thống trong trò chơi bài Weiß Schwarz của Bushiroad như là "theo đà" bị trung hòa bởi "việc bổ sung các tựa phim nổi tiếng."  Các phiên bản quốc tế cũng có các bài hát dành riêng cho khu vực: vào năm 2018, tại máy chủ Hàn Quốc có sự hợp tác với nhóm nhạc K-pop GFriend để đưa các bài hát của họ "Me Gustas Tu" và "Time for the Moon Night", trong khi máy chủ quốc tế có sự góp mặt của Pinkfong "Baby Shark" và "Nyan Cat" của daniwellP trong một thời gian giới hạn. Bản song ca giữa các ban nhạc và nghệ sĩ gốc, chẳng hạn như Poppin'Party biểu diễn "Days of Dash" với Suzuki Konomi, được phân loại là các bài hát "Extra".
Một số bản cover nhất định được tạo ra từ sự hợp tác giữa BanG Dream! và các nhượng quyền thương mại khác (gọi là collab). Dự án Vocaloid, loạt trò chơi điện tử Persona, và anime Gochūmon wa Usagi desu ka?, Re:Zero − Bắt đầu lại ở thế giới khác, A Most Scientific Railgun T, Ojamajo Doremi, Zombie Land Saga, và Tokyo Revengers đã hợp tác với Girls Band Party!, bao gồm các bài hát lại của các ban nhạc và trang phục nhân vật đặc biệt. Trong sự kiện hợp tác cùng Zombie Land Saga có sự xuất hiện của nhân vật từ ZLS Tatsumi Kotaro, diễn viên lồng tiếng Miyano Mamoru đã vào lại vai của mình để trở thành nhân vật nam được lồng tiếng đầu tiên của trò chơi.
Người chơi nhận được điểm kinh nghiệm (EXP) bằng cách hoàn thành các bài hát (Live Clear!) và nghe các cuộc trò chuyện giữa các nhân vật trên bản đồ thế giới. Các nhân vật được lồng tiếng hoàn toàn với chuyển động 2.5D thông qua công nghệ Live2D và tương tác của họ được mô tả trong một bản trình bày theo kiểu tiểu thuyết trực quan . Có thể đạt được các cuộc đối thoại tiếp theo bằng cách cải thiện thẻ và nhận được nhiều EXP hơn. EXP cũng cải thiện thứ hạng của ban nhạc, giúp mở ra các chương bổ sung trong câu chuyện của ban nhạc. Thẻ, sử dụng hệ thống xếp hạng sao để xác định độ hiếm (năm sao là hiếm nhất), được mua thông qua hệ thống gacha, một công cụ dựa trên may mắn, trong đó người chơi sử dụng tiền tệ trong trò chơi Sao với hy vọng giành được thẻ mong muốn của họ. Mặc dù Girls Band Party! là một trò chơi miễn phí, nhưng người chơi có thể nạp tiền để sở hữu được nhiều sao hơn.
Phần chơi mạng của trò chơi, được gọi là Multi Live, là một chế độ mà trong đó năm người chơi sẽ là một ban nhạc nhằm cố gắng ghi điểm tích lũy cao. Trong quá trình biểu diễn, ban nhạc trong Multi Live có thể kiếm được nhiều điểm hơn khi họ tối đa hóa thanh kết hợp "Fever Chance" Combo và vào giai đoạn "Fever". Các chế độ nhiều người chơi khác cũng được bổ sung như VS Live (5 người chơi thi đấu với nhau với điểm số riêng biệt) và Team Live (tương tự như Multi Live nhưng theo thể thức 5vs5, đội có tổng điểm cao hơn sẽ giành chiến thắng).
Trong các ngày kỷ niệm của trò chơi vào tháng 3, thường sẽ có các bản cập nhật lớn hàng năm cho tựa game này. Kỷ niệm thứ hai vào năm 2019 đã chứng kiến sự ra đời của phòng chờ thế giới quan có các hoạt động và tương tác nhân vật mới. Năm 2020, Raise A Suilen và Morfonica đã được thêm vào dưới dạng ban nhạc có thể chơi được, trong khi cơ chế chơi trò chơi mới bao gồm hoạt ảnh Live2D trong cuộc sống và chế độ "Rehearsal" cho phép người chơi luyện tập các bài hát mà không sợ ảnh hưởng đến năng lượng mà chúng ta sử dụng. Kỷ niệm 4 năm giới thiệu chế độ Team Live, thẻ gacha sinh nhật nhân vật và 2 nốt vuốt sang bên trái và bên phải, có loại sử dụng nốt vuốt cả 2 bên theo chiều ngang. Ngoài ra, chế độ Medley Live được phát hành vào cuối năm 2021, cho phép tạo danh sách với 3 bài hát (có thể cố định theo sự kiện hoặc tự chọn), mỗi bài tương ứng với mỗi ban nhạc khác nhau mà bạn thiết lập cho từng bài. Một chế độ chơi theo hình thức leo tầng, trong đó người chơi bị giới hạn trong một số đội hình và tiến trình ban nhạc nhất định bằng cách đạt được điểm số mục tiêu và chức năng video âm nhạc nhiều người chơi đã được cập nhật vào năm 2022. Một "bản cập nhật siêu lớn" sẽ được công bố vào lễ kỷ niệm sáu năm với việc bổ sung cốt truyện chính mùa thứ ba và các video hoạt hình 3D (3D Live) cho các bài hát do người hâm mộ bình chọn.
Vào ngày 9/1/2023, Bushiroad và Craff Eggs chính thức tổ chức buổi lễ ra mắt bản cập nhật lớn tiếp theo của trò chơi BanG Dream!, đây là một trong những bản cập nhật lớn nhất của trò chơi BanG Dream! trong vòng hơn 5 năm qua. Bản cập nhật này giới thiệu về 3D Live ; thay đổi về giao diện của tựa game; bổ sung thêm Legend Room trong Multi Live, cho phép mở rộng trong việc tìm những người chơi khác có trình độ cao hơn (yêu cầu tổng điểm ban nhạc đạt 290000 điểm trở lên), kèm theo đó các room trong Multi Live được điều chỉnh trong bản cập nhật này; mở rộng trong việc lựa chọn bài hát trong game; visual mới cho từng ban nhạc; bổ sung cut-in nhân vật dạng video 3D và loại kiểu cut-in ảnh mới trong gameplay; bổ sung cốt truyện chính mùa thứ ba; mở rộng việc nâng cấp nhân vật; tân trang về CiRCLE phục vụ cho kỷ niệm 6 năm tựa game này; tính năng Battle Pass (Garupa Pass), thêm khu vực mới; thêm loại thẻ gacha nhân vật 5 sao mới (có thể nâng cấp, lên đời được) và các nội dung khác. Bản cập nhật này sẽ được phát hành vào ngày 16 tháng 3 năm 2023 tại Nhật Bản (dịp kỷ niệm 6 năm tựa game BanG Dream!), các phiên bản khác sẽ được cập nhật theo lộ trình từ nhà phát hành cho phiên bản đó. Vào tháng 9 năm 2023, MyGO!!!!! đã đựoc thêm vào game, trở thành ban nhạc thứ 8 có thể chơi được trong game, cùng với đó là đợt collab với 7 ban nhạc còn lại sẽ diễn ra vào tháng 12 tới.

## Phát triển
Dự án BanG Dream! được thành lập vào năm 2014 bởi Takaaki Kidani, người đứng đầu Bushiroad, người mà công ty đã đạt được thành công với trò chơi nhịp điệu Love Live! School Idol Festival . Bushiroad đã liên hệ với Craft Egg của CyberAgent, người đã đồng ý tạo ra BanG Dream! trò chơi sau khi bày tỏ sự quan tâm đến tiền đề của loạt phim về các nữ diễn viên lồng tiếng có khả năng chơi nhạc cụ của riêng họ. Sau khi cân nhắc ban đầu về một trò chơi mô phỏng hoặc giải đố, Giám đốc điều hành Shuichi Morikawa của Craft Egg đã chọn đưa nó thành một trò chơi âm nhạc. Để phân biệt Girls Band Party! từ các tựa game cạnh tranh trong thể loại, Craft Egg bao gồm các bài hát cover, được lấy cảm hứng từ việc Poppin'Party sử dụng âm nhạc như vậy trong các buổi hòa nhạc trực tiếp của mình và phát miễn phí. Kō Nakamura, người đã tạo ra câu chuyện cho BanG Dream! và lời cho các bài hát gốc của Poppin'Party, không liên quan đến việc viết cốt truyện của trò chơi.
Quá trình phát triển của trò chơi kéo dài từ tháng 8 đến tháng 11 năm 2016, với hy vọng sẽ phát hành cùng với việc phát sóng anime vào tháng 3 năm 2017. Trò chơi được phát triển bằng Unity engine . Nó được chính thức công bố vào ngày 15 tháng 9 năm 2016 tại sự kiện Tokyo Game Show, nơi các thành viên của Roselia ra mắt. Các nhân vật lồng tiếng khác Ayane Sakura (Afterglow's Ran), Ami Maeshima (Pastel Palettes ' Aya Maruyama ), và Miku Itō ( Kokoro Tsurumaki của Hello, Happy World!) đã chính thức được xác nhận trong buổi giới thiệu vào ngày 7 tháng 12 tại Sunshine City, Tokyo, trong khi các nữ diễn viên lồng tiếng của Afterglow tiết lộ sự tham gia của họ với dự án trên Twitter trong tháng. Các thành viên còn lại đã được tiết lộ trong một buổi biểu diễn tại EX Theater Roppongi để quảng bá trò chơi vào ngày 24 tháng 2 năm 2017. Đối thoại trong trò chơi được ghi lại theo nhóm, chẳng hạn như giữa các thành viên trong ban nhạc, để tạo bầu không khí tự nhiên trong các cuộc trò chuyện.
Tựa game bước vào giai đoạn đăng ký trước vào ngày 1 tháng 1 năm 2017; Kidani rất khuyến khích những người khác đăng ký trước khi bộ anime bắt đầu phát sóng vào tháng đó, nhận được những đánh giá tầm thường. Khi tựa game ra mắt vào tháng 3, hơn 560.000 người chơi đã đăng ký trước tựa game này. Giai đoạn Closed Beta được triển khai vào ngày 17 tháng 2.

## Phát hành và tiếp thị

Girls Band Party! hợp tác với hãng Lawson tại Trùng Khánh (Trung Quốc) vào năm 2019

Trò chơi được phát hành lần đầu tiên tại Nhật Bản vào ngày 16 tháng 3 năm 2017. Mobimon Inc. phát hành phiên bản tiếng Trung truyền thống ở Hồng Kông, Macao và Đài Loan, được phát hành vào ngày 19 tháng 10. Phiên bản Hàn Quốc của Kakao Games đã hoạt động vào ngày 6 tháng 2 năm 2018. Phiên bản Quốc Tế với ngôn ngữ tiếng Anh lần đầu tiên được ra mắt tại Singapore vào ngày 29 tháng 3 năm 2018, sau đó là bản phát hành trên toàn thế giới vào ngày 4 tháng 4. Trung Quốc đại lục sẽ được phát hành bởi bilibili vào ngày 30 tháng 5 năm 2019.
Một ứng dụng thực tế tăng cường dựa trên trò chơi có tên BanG Dream! Garupa AR! đã được phân phối trong một thời gian giới hạn bắt đầu từ ngày 9 tháng 1 năm 2018. Năm 2019, Girls Band Party! hợp tác với SCRAP Co. để tổ chức "Find the Random Star!", một trò chơi giống như thoát khỏi phòng, trong đó những người tham gia tìm kiếm cây đàn bị mất của Kasumi Toyama bằng cách giải các câu đố nằm khắp thành phố. Sự kiện diễn ra từ ngày 4 tháng 12 năm 2019 đến ngày 29 tháng 2 năm 2020 tại Tokyo, Nagoya và Osaka .
Nhiều sự kiện khuyến mãi khác nhau đã được tổ chức để hỗ trợ trò chơi. Vào ngày 13–14 tháng 1 năm 2018, năm ban nhạc của nhượng quyền thương mại đã tham gia Garupa Live và Garupa Party! tại Tokyo Big Sight, bao gồm một giải đấu và các buổi biểu diễn. Vào năm 2019 và 2020, trò chơi là nhà tài trợ tiêu đề cho Vương quốc đấu vật chuyên nghiệp mới của Nhật Bản 13 và 14 ; Kenny Omega, khi đó là đô vật cho NJPW thuộc sở hữu của Bushiroad, đóng vai chính trong một quảng cáo cho trò chơi. Nam diễn viên Toshihiro Yashiba, nữ diễn viên Marie Iitoyo, YouTuber Hikakin và Fischer's cũng đã đóng vai chính trong quảng cáo cho Girls Band Party! . Một quảng cáo chung giữa Girls Band Party! và bộ phim Ao-Natsu, bộ phim sau có sự xuất hiện của Aimi của Poppin'Party, được phát sóng vào tháng 6 năm 2018 và đóng vai chính của bộ phim là Wakana Aoi và Hayano Sato.
Vào tháng 5 năm 2018, Girls Band Party! hợp tác với game âm nhạc nhịp điệu arcade Ongeki của Sega để đưa các ca sĩ vào vai các nhân vật có thể chơi được và đối thủ trong phần sau; bài hát từ BanG Dream! cũng có sẵn. Một sự hợp tác với trò chơi điện thoại thông minh đồng hương Lost Decade đã diễn ra vào tháng 8 năm 2020, nơi các nữ diễn viên lồng tiếng của Roselia xuất hiện trong chương trình radio trong trò chơi Lost Decade và các nhân vật của ban nhạc đã trở nên nổi tiếng. Vào tháng 4 năm 2022, PuraOre! Smile Princess đã có một sự kiện với sự tham gia của Poppin'Party, trong đó người chơi có thể đạt được thẻ gacha với các thành viên trong ban nhạc.
BanG Dream! Girls Band Party! Pico , một bộ anime chibi của Sanzigen, khởi chiếu vào ngày 5 tháng 7 năm 2018. Một phần phụ từ BanG Dream! anime, Pico đã sản xuất thêm hai mùa vào năm 2020 và 2021. Bushiroad và Kadokawa Corporation cũng đã phát hành một bộ truyện tranh tuyển tập mang tên BanG Dream! Garupa Pico Comic Anthology, có truyện tranh của 17 họa sĩ, vào ngày 14 tháng 3 năm 2019. Một bộ truyện tranh chuyển thể từ những câu chuyện sự kiện, có tên gọi là BanG Dream! Girls Band Party! The First Page, được phát hành vào ngày 16 tháng 3 năm 2021.
Để kỷ niệm 5 năm trò chơi, một phim hoạt hình hai phần từ Sanzigen có tựa đề BanG Dream! Girls Band Party! 5th Anniversary Animation: CiRCLE Thanks Party! được phát hành vào ngày 10 và 17 tháng 3 năm 2022.

## Phiên bản Nintendo Switch
Vào ngày 28 tháng 2 năm 2021, Bushiroad đã công bố phiên bản BanG Dream! trên Nintendo Switch . Rocket Studio đã hỗ trợ phát triển cùng với Craff Eggs cho phiên bản này. Bản demo đã được tung ra vào ngày 5 tháng 8 trước khi phát hành tại Nhật Bản vào ngày 16 tháng 9. Không giống như phiên bản miễn phí trên Android và iOS, phiên bản trên Nintendo Switch là một trò chơi trả phí.
Ngoài cơ chế màn hình cảm ứng truyền thống thông qua chế độ cầm tay của Switch, trò chơi có thể được chơi trên TV bằng bộ điều khiển Joy-Con ; một mức độ khó đặc biệt được dành riêng cho trò chơi Joy-Con. Không giống như các giao dịch vi mô trong phiên bản di động, trò chơi Switch cho phép người chơi nhận thẻ bằng cách thu thập vé kiếm được khi chơi trò chơi và đọc truyện. Thẻ từ trò chơi di động cũng được chuyển ngoại trừ thẻ từ cộng tác. Khi phát hành, vũ trụ trong trò chơi được đặt trong mùa đầu tiên của câu chuyện chính. Nội dung từ mùa thứ hai, bao gồm Morfonica và Raise A Suilen, đã được thêm vào thông qua nội dung có thể tải xuống vào ngày 27 tháng 1 năm 2022.
Theo giám đốc điều hành Bushiroad, Kazuhiko Hirose, phiên bản này được tạo ra để thu hút bên ngoài thị trường game di động. Diễn viên hài kiêm vận động viên thể hình Nakayama Kinnikun đã hỗ trợ để quảng bá tựa game này với một loạt quảng cáo trực tuyến.

## Đánh giá
BanG Dream! Girls Band Party! đã thu được những đánh giá tích cực, với Jessica Liong của ComicsVerse coi đây là khía cạnh hoạt hình "được cho là phổ biến nhất" của nhượng quyền thương mại. Phát biểu với Real Sound vào năm 2018, Kidani nhận xét "mọi thứ chỉ mới đi qua mái nhà" sau khi trò chơi phát hành, lưu ý rằng "mức độ đánh bóng" của nó là một trong những yếu tố giúp nhượng quyền thương mại trở nên nổi tiếng.
Trong một bài đánh giá năm 2018 cho ComicsVerse, Hayden Moseley lưu ý rằng trò chơi mang lại "quá nhiều tự do" cho người chơi, điều này có lợi cho những người có kinh nghiệm với các trò chơi nhịp điệu nhưng ngược lại đối với người mới. Mặc dù vậy, ông cho rằng phần lớn sự hấp dẫn của nó đến từ sự tương tác giữa các nhân vật, so sánh nó với việc "xem một bộ anime có thể chơi được." Ông cũng khen ngợi GBP vì lối chơi "phức tạp" nhưng "bổ ích và cực kỳ vui nhộn", kết luận rằng "âm nhạc và các cô gái hoàn toàn đáng để khám phá."  Mô tả nó là "một trò chơi nhịp điệu siêu ngọt ngào", Elizabeth Henges của XDA Developers đã liệt kê GBP là một trong những trò chơi Android hay nhất năm 2020 và viết rằng mặc dù hệ thống gacha "đôi khi có thể gây khó chịu", một "có thể dễ dàng sử dụng mà không cần chi tiêu kiếm tiền và chơi trực tuyến với bạn bè là một vụ nổ. " 
Tại Nhật Bản, trò chơi đã vượt qua bốn triệu lượt tải xuống trong sáu tháng đầu tiên sau khi phát hành; đến tháng 11 năm 2019, nó đã có hơn 11 triệu người chơi Nhật Bản. Nó đã thu về 31,2 tỷ yên Nhật ( 282,55 million đô la Mỹ ) từ năm 2017 đến năm 2018, bao gồm 9,1 tỷ yên Nhật vào năm 2017 và 22,1 tỷ yên Nhật vào năm 2018. Trong năm 2018, trò chơi là trò chơi di động thành công thứ 15 và là trò chơi nhịp điệu thành công thứ hai tại Nhật Bản về mặt doanh thu, chỉ sau The Idolmaster Cinderella Girls: Starlight Stage . Máy chủ Quốc Tế của trò chơi đã vượt quá một triệu lượt tải xuống trong hai tháng, tiếp theo là đạt mười triệu vào tháng 8 năm 2018.
GBP đã nhận được các giải thưởng tại Nhật Bản như "Xếp hạng trò chơi hàng đầu" của App Store và "Giải thưởng lớn cho trò chơi do người chơi lựa chọn và trò chơi hấp dẫn" của Google Play vào năm 2017.